# Paratropis florezi
Espèce
Paratropis florezi est une espèce d'araignées mygalomorphes de la famille des Paratropididae.

## Distribution
Cette espèce est endémique du département de Valle del Cauca en Colombie,. Elle se rencontre vers 1 800 m d'altitude dans la cordillère Orientale.

## Description

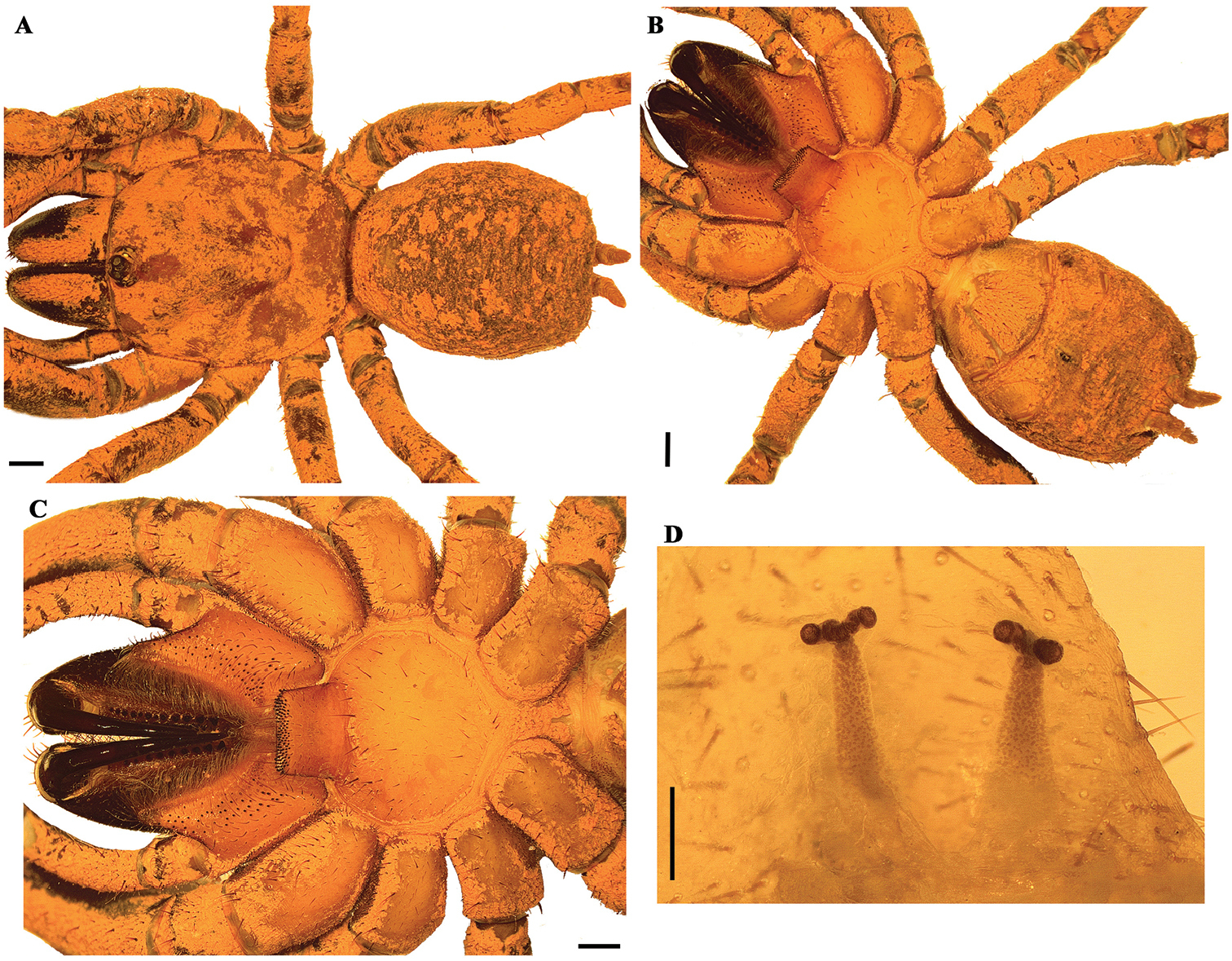
Paratropis florezi ♀

La femelle holotype mesure 15,2 mm.

## Systématique et taxinomie
Cette espèce a été décrite par Perafán, Galvis et Pérez-Miles en 2019.

## Étymologie
Cette espèce est nommée en l'honneur d'Eduardo Flórez Daza.

## Publication originale
- Perafán, Galvis & Pérez-Miles, 2019 : « The first Paratropididae (Araneae, Mygalomorphae) from Colombia: new genus, species and records. » ZooKeys, vol. 830, p. 1-31 (texte intégral).